# Elattoneura mayombensis
Elattoneura mayombensis – gatunek ważki z rodziny pióronogowatych (Platycnemididae). Występuje w Afryce Środkowej – stwierdzony w Kamerunie, Gabonie, Kongu i Demokratycznej Republice Konga.